# Ilusão de frequência
A ilusão de frequência (também conhecida como fenómeno Baader–Meinhof) é um viés cognitivo no qual uma pessoa percebe um conceito, palavra ou produto específico com mais frequência depois de tomar conhecimento do mesmo.
O nome "fenómeno Baader-Meinhof" foi cunhado em 1994 por Terry Mullen numa carta à St. Paul Pioneer Press. A carta descreve que, depois de mencionar o nome do grupo militante alemão Baader–Meinhof uma vez, ele continuou notando-o mais. Isso levou outros leitores a compartilharem as suas próprias experiências similares, fazendo com que este fenómeno ganhasse reconhecimento. Foi somente em 2005, quando o professor de linguística de Stanford, Arnold Zwicky, escreveu sobre este fenómeno no seu blog, onde o nome "ilusão de frequência" foi cunhado.